# 周春秀
周 春秀（しゅう しゅんしゅう、チョウ・チュンシウ、Zhōu Chūnxiù、1978年11月15日 - ）は、中国の女子マラソン選手。河南省出身。身長163cm、体重44kg。
指導者は、かつて1988年ソウルオリンピック5位入賞の趙友鳳や双子の大南博美・大南敬美姉妹らを育てた日本出身の竹内伸也である。

## 経歴
2003年の廈門市で開催のアモイマラソンで初マラソン初優勝。同年の北京国際マラソンで2時間23分42秒の2位に入り、一躍中国のトップ選手の仲間入りを果たす。
2004年アテネオリンピックは33位に終わるも、2005年世界陸上ヘルシンキ大会では2時間24分12秒で5位入賞を果たす。6位入賞の原裕美子、8位入賞の弘山晴美を含め日本代表5人に全て先着してアジアトップでゴールする。
2006年3月のソウル国際マラソンでは、気温が氷点下の厳しい条件の中、2時間19分51秒の自己ベスト記録を出して優勝。中国女子では現在、孫英傑（ 中国）に次ぎ女子マラソン中国歴代2位、アジア歴代5位の記録である。12月のドーハアジア競技大会では、レース序盤から飛ばして独走、2位争いを演じていた嶋原清子・小幡佳代子とは3分以上の大差をつける圧勝で金メダルを獲得。
2007年4月のロンドンマラソンでは2時間20分38秒で優勝。9月の世界陸上大阪大会では、レース直前に足の甲のケガを負いながらも、優勝したキャサリン・ヌデレバ（ ケニア）に続いて、2位に入って銀メダルを獲得した（3位銅メダルは土佐礼子）。
2008年8月の地元開催の北京オリンピックでは、前回アテネオリンピック優勝の野口みずきが直前で欠場したため、金メダル有力候補と言われた。しかし、優勝したコンスタンティナ・トメスク（ ルーマニア）の19kmからのロングスパートについていけず、最後は2位のキャサリン・ヌデレバにもゴール手前の直線でかわされたものの、3位に入って銅メダルを獲得した。
2009年9月の世界陸上ベルリン大会は4位入賞に留まり、世界陸上2大会連続のメダル獲得はならなかった（優勝は同中国代表の白雪（ 中国）、2位銀メダルは尾崎好美）。
2010年11月、自国で開催された広州アジア競技大会では、レース終盤自らスパートして優勝。アジア競技大会女子マラソンの種目では、史上初めての2大会連続金メダリストとなった。
2005年3月13日にソウル国際マラソンで優勝してから、わずか13日後の3月26日のアモイマラソンにも出場し優勝している。これは、女子マラソンにおける国際マラソン級の大会での最短間隔連続優勝記録であった。

## エピソード
- 河南省の南西部にある社旗県賒店鎮周荘村の農村の貧困家庭に産まれた。
- 通っていた小学校の校庭の真ん中にはこんもりした墳墓が二つあってスポーツには適さず、まともな用具もなかった。体育教師の竇宏偉は、体育で長距離を走らせても息を切らせずに平然としている周春秀を見て「練習して田舎を出るんだ。このままじゃ両親の農業を継ぐだけになるぞ」と、本格的に選手を目指すよう説得した。
- 周春秀は運動着や靴が買えず、いつも同じあい色のシャツとズボンを身につけていた。「運動選手に見えない」と校内で笑われ、地元の体育関係者にも相手にされなかった。しかし竇宏偉は「自分の力で現状を変えようと思え」と励まし続けてきた。
- 竇宏偉の見込み通り周春秀はメキメキ実力をつけ、11歳の時に社旗県体育委員会体育隊に参加、出場した南陽市小学生陸上競技大会の1500m競技で第2位となった。この結果から楊友華コーチに注目され、南陽市体育学校に推薦入学する。
- その後股関節の故障によってリハビリを余儀なくされるが、2001年に江蘇省陸上競技チームに移って練習を続けた。後に蘇州市に戸籍を移している。
- 2003年にアモイで開かれた国際大会で「初マラソン初優勝」、アテネ五輪前に代表入り、06年にはドーハアジア競技大会で優勝と順調に階段を駆け上がってきた。
- 周春秀の活躍で、平屋の3部屋だった実家は2階建てに建て替えられた。
- アジア大会後、勝利に沸きかえる故郷の社旗県に里帰りした周春秀は母校を訪ね、恩師竇宏偉に言った。「ここまで来られたのは先生のおかげです。先生がいなければ、今もこの村にいたと思います」

## マラソン成績
| 年月日         | 大会                         | 開催地                  | 順位 | 記録          |
| -------------- | ---------------------------- | ----------------------- | ---- | ------------- |
| 2003年03月30日 | アモイマラソン               | 中国 アモイ             | 優勝 | 2時間34分16秒 |
| 2003年10月19日 | 北京国際マラソン             | 中国 北京               | 2位  | 2時間23分41秒 |
| 2004年03月27日 | アモイマラソン               | 中国 アモイ             | 優勝 | 2時間23分28秒 |
| 2004年08月22日 | アテネオリンピック           | ギリシャ アテネ         | 33位 | 2時間42分54秒 |
| 2004年10月17日 | 北京国際マラソン             | 中国 北京               | 2位  | 2時間28分42秒 |
| 2005年03月13日 | ソウル国際マラソン           | 韓国 ソウル             | 優勝 | 2時間23分24秒 |
| 2005年03月26日 | アモイマラソン               | 中国 アモイ             | 優勝 | 2時間29分58秒 |
| 2005年08月14日 | 世界陸上ヘルシンキ大会       | フィンランド ヘルシンキ | 5位  | 2時間24分12秒 |
| 2005年10月16日 | 北京国際マラソン             | 中国 北京               | 2位  | 2時間21分11秒 |
| 2006年03月12日 | ソウル国際マラソン           | 韓国 ソウル             | 優勝 | 2時間19分51秒 |
| 2006年12月09日 | ドーハアジア競技大会         | カタール ドーハ         | 優勝 | 2時間27分03秒 |
| 2007年04月22日 | ロンドンマラソン             | イギリス ロンドン       | 優勝 | 2時間20分38秒 |
| 2007年09月02日 | 世界陸上大阪大会             | 日本 大阪               | 2位  | 2時間30分45秒 |
| 2008年04月20日 | 北京プレオリンピックマラソン | 中国 北京               | 2位  | 2時間37分49秒 |
| 2008年08月17日 | 北京オリンピック             | 中国 北京               | 3位  | 2時間27分07秒 |
| 2009年04月26日 | ロンドンマラソン             | イギリス ロンドン       | 12位 | 2時間29分02秒 |
| 2009年08月23日 | 世界陸上ベルリン大会         | ドイツ ベルリン         | 4位  | 2時間25分39秒 |
| 2009年10月18日 | 北京国際マラソン             | 中国 北京               | 4位  | 2時間34分57秒 |
| 2010年03月21日 | ソウル国際マラソン           | 韓国 ソウル             | 2位  | 2時間25分01秒 |
| 2010年11月27日 | 広州アジア競技大会           | 中国 広州               | 優勝 | 2時間25分00秒 |
| 2011年04月17日 | ロンドンマラソン             | イギリス ロンドン       | 26位 | 2時間34分29秒 |
| 2012年03月17日 | 重慶マラソン                 | 中国 重慶               | 2位  | 2時間23分42秒 |
| 2012年11月25日 | 北京国際マラソン             | 中国 北京               | 19位 | 2時間39分46秒 |
| 2013年05月18日 | 営口マラソン                 | 中国 営口               | 33位 | 2時間49分54秒 |